# Domácí počítač

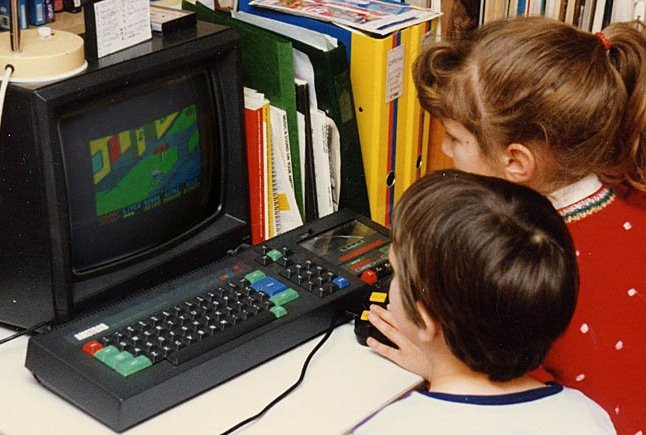
Videohra na Amstrad CPC (Anglie, 1988)

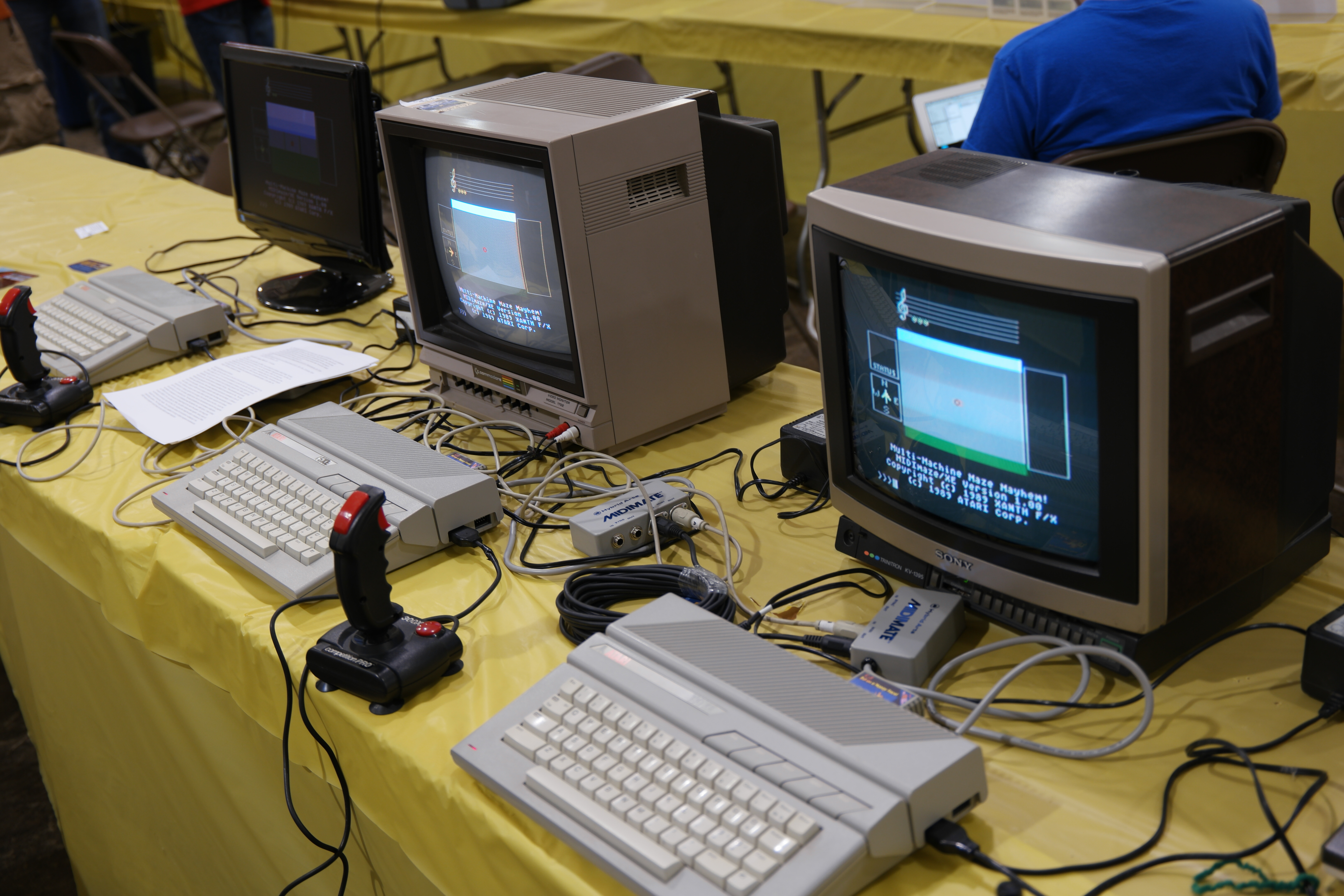
Domácí osmibitové počítače Atari

Domácí počítač je označení pro typ počítače užívaného na konci sedmdesátých a v osmdesátých letech. Označení odráží jeho určení pro amatérské uživatele v domácnosti, v kontrastu s pracovními stolními počítači, nové kategorie tzv. 4. generace počítačů po éře velkých sálových počítačů pro vědecký výzkum a průmysl. Jednalo se o osmibitové počítače a jejich využití bylo především pro vzdělávání a hraní her. Od konce osmdesátých let do domácností pronikaly šestnáctibitové osobní počítače, které měly i kancelářské, více praktické využití.

## Popis
Vznik dostupných malých domácích počítačů umožnil vývoj elektroniky, miniaturizace a zlevňování technologií mj. popsané tzv. Moorovým zákonem, zejména použití integrovaných obvodů včetně centrálního mikroprocesoru. Počítač měl typicky všechny součástky umístěné na jedné desce umístěném v pouzdře s klávesnicí. Počítač se připojoval k televizoru nebo monitoru, jako záznamové médium se používal nejčastěji kazetový magnetofon a později i diskety. Pro své malé rozměry, zejména ve srovnání s velkými výpočetními stroji, se užívalo i označení mikropočítač. Souběžně s domácími počítači se pro hraní her rozšířily i osmibitové herní konzole.
První domácí počítače disponovaly omezenou pamětí, měly jen textový režim a kvůli snížení pořizovací ceny se často prodávaly jako stavebnice. Díky poklesu cen narostla kapacita pamětí, typicky na 64 kilobytů adresovatelných 16bitovou adresou, která umožnila použití barevné počítačové grafiky. Pro grafiku 8bitových počítačů, později napodobovanou v módním retrostylu, bylo charakteristické omezené rozlišení s velkými pixely, omezená paleta barev i množství současně použitelných barev. To bylo dáno stále omezeným množstvím dostupné paměti, jejíž nemalou část zabírala grafická paměť, a výkonem procesoru, který tuto paměť musel obsluhovat, nebyl zde grafický adaptér se samostatným grafickým procesorem. Jednoduchý zvukový výstup zajišťovaný signálem vyvedeným na piezoelektrický bzučák doplnily později zvukové čipy umožňující generování syntetické počítačové hudby. Záznamu a reprodukci digitálního zvuku opět bránila přílišná paměťová náročnost.

## Programování
Oblíbené využití domácích počítačů bylo pro výuku programování. K tomu bývaly vybaveny vlastní verzí programovacího jazyka BASIC, který zabíral podstatnou část pevné paměti ROM. Programy v Basicu byly limitované co se týče využití možností systému a také rychlosti, protože jejich příkazy byly za běhu počítačem interpretovány. Hry a náročnější programy proto musely být psány ve strojovém kódu počítače, respektive assembleru, přímo na míru konkrétnímu hardwaru počítače. Tato nepřenosnost a imperativní způsob programování jej odlišuje od pokročilejších paradigmat užívaných na modernějších a výkonnějších počítačích.

## Domácí počítače dostupné v Československu
- Atari 800XL/XE
- Commodore 64
- Sinclair ZX Spectrum a jeho klon Didaktik
- PMD 85
- IQ 151
- Sharp MZ-800